# كرسول طويل الساق
كرسول طويل الساق (الاسم العلمي:Crassula longipes) هو نوع نباتي يتبع جنس الكرسول من فصيلة الكرسولية.